# Strangers (DVD)
Strangers es un DVD de la banda de rock británica Keane, lanzado el 11 de noviembre de 2005. Fue nombrado "Strangers", como sus sentimientos antes de triunfar en la música y como una referencia a la canción "We Might as Well be Strangers" que aparece en su álbum debut Hopes and Fears. Los discos contienen un documental narrado por Ed Roe, amigo y fotógrafo de Keane y co-narrado por Keane. Los miembros de la banda hablan sobre sus sentimientos antes de ser famoso y cómo lo logran. Los dos DVD contienen música de Keane y sus videoclips, así como actuaciones en directo.

## Contenido

### DVD 1
- "Strangers" documentary part 1

#### Live performances (actuaciones en vivo)
- "Sunshine"
- "With or Without You" (U2 cover on BBC Radio 1)
- "Somewhere Only We Know"
- "Can't Stop Now"
- "She Has No Time"
- "Your Eyes Open"
- "This Is the Last Time"
- "Allemande"

#### Background tracks (pistas de fondo)
- "Sunshine"
- "Something in Me Was Dying"
- "Paperback Writer" (The Beatles cover)
- "Somewhere Only We Know"
- "She Has No Time" (Instrumental)
- "This Is the Last Time" (Instrumental)
- "Can't Stop Now"
- "Your Eyes Open" (Demo)
- "Bedshaped"
- "Allemande]]"
- "Everybody's Changing"
- "Walnut Tree"
- "She Opens Her Eyes"
- "Closer Now"
- "The Way You Want It"
- "To the End of the Earth"

#### Music videos (videos musicales)
- "Somewhere Only We Know" (UK, US Ver. 2)
- "This Is the Last Time" (Ver.2); Making the video

- Additional documentary footage
- Opinions
- Hidden video: Ed Roe

### DVD 2
- "Strangers" documentary part 2

#### Live performances
- "Snowed Under"
- "Bedshaped"
- "We Might as Well Be Strangers"
- "Bend and Break"
- "On a Day Like Today"
- "Everybody's Changing"
- "Hamburg Song"
- "Try Again"

Background tracks
- "Snowed Under"
- "Everybody's Changing" (Instrumental)
- "We Might as Well Be Strangers" (Instrumental)
- "Bend and Break"
- "Dinner at 8" (Rufus Wainwright cover)
- Try Again (Demo)
- "Fly to Me"
- "Untitled 2"

Music videos
- "Bedshaped"
- "Everybody's Changing" (UK, US)

- Additional documentary footage
- Opinions